# Jahmir Hyka
Pour les articles homonymes, voir Hyka.
Jahmir Hyka est un footballeur international albanais né le 8 mars 1988 à Tirana. Il évolue actuellement au Maccabi Netanya en première division israélienne.

## Biographie
À 16 ans, il débute avec le club du Dinamo Tirana, en première division albanaise. L'année suivante, il signe à Rosenborg BK, en première division norvégienne. En janvier 2007, Jahmir s'engage avec l'Olympiakos Le Pirée jusqu'en 2012. Néanmoins, il ne peut prétendre à une place de titulaire au sein de l'Olympiakos. C'est pourquoi, il demande à être prêté au club de SK Tirana afin d'acquérir du temps de jeu. Après une expérience allemande à Mayence, puis un nouveau départ en Grèce, à Paniónios, Hyka retourne au pays, au KF Tirana. En juillet 2011, il rejoint la Suisse et le FC Lucerne.